# Рейс Франсиско, Матеус
Мате́ус дос Рейс Франси́ско (порт.-браз. Matheus dos Reis Francisco; родился 2 апреля 2007, Бразилия), или же просто Матеус Рейс (порт.-браз. Matheus Reis) — бразильский футболист, вингер клуба «Флуминенсе».

## Клубная карьера
Матеус Рейс — воспитанник «Флуминенсе». 30 сентября 2023 года впервые попал в заявку основной команды клуба на матч чемпионата Бразилии против «Куябы», однако на поле не появился.

## Карьера в сборной
Выступал за сборную Бразилии до 17 лет, вместе с который выиграл чемпионат Южной Америки до 17 лет в апреле 2023 года.

## Достижения
Сборная Бразилии (до 17 лет)
- Победитель чемпионата Южной Америки для игроков до 17 лет: 2023